# 週刊!?がっちゅみりみり放送局
週刊!?がっちゅみりみり放送局（しゅうかん!?がっちゅみりみりほうそうきょく）は2005年6月から10月まで放送されていたインターネットラジオ番組。

## 概要
前身のアケミとマリカのがっちゅみりみり放送局をリニューアルし、以前の月2回放送から毎週金曜日更新の週刊放送となった。前身同様、すたじおみりすのWebサイト上で公開されていたが、設定上の舞台は喫茶店から声優事務所へと変わっている。
メインパーソナリティは週替わりで、
- 第1週 ツナ（声優：夏木ツナ）
- 第2週 トロ（声優：とろ美）
- 第3週 ケイ（声優：立花馨）
- 第4週 まおまお（声優：榎津まお）

アシスタントとしてアケミ（声優：児玉さとみ）、ナナミ（声優：夏川菜々美）がおり、この2人も週替わりでサブパーソナリティを務めた。月替わりでアダルトゲームの声優をゲストとして呼び、フリートーク、各パーソナリティが企画したコーナー、ラジオドラマなどを放送していた。第5週がある場合にはその時ごとの独自企画が放送されていた。
ちなみに、アケミはこの声優事務所の雇われ所長となったが、以前いたマリカ（声優：カンザキカナリ）とメイメイ（声優：御苑生メイ）は喫茶みりすに残り仕事を続けているという設定。
最終回は事前の告知がなく突然のものであり、また前身に比べて短い期間での終了であった。その理由はスタッフの移動などを含めたすたじおみりす本来のゲームメーカーとしての仕事の多忙さゆえとされている。
最終回後もWebサイト等ではあくまで一時休止という扱いだったが、2007年3月のすたじおみりす解散宣言をもって、本番組は自然終了となった。

## 過去の放送一覧
| 配信回             | 配信日         | ゲスト出演者      | 備考                         |
| ------------------ | -------------- | ----------------- | ---------------------------- |
| 第 5回             | 2005年7月1日   | 鳩野比奈 中瀬ひな |                              |
| 第 6回             | 2005年7月8日   | 鳩野比奈 中瀬ひな |                              |
| 第 7回             | 2005年7月15日  | 鳩野比奈 中瀬ひな |                              |
| 第 8回             | 2005年7月22日  | 鳩野比奈 中瀬ひな |                              |
| 第 9回             | 2005年8月5日   | 鳩野比奈 中瀬ひな |                              |
| 第10回             | 2005年8月12日  | 金田まひる        |                              |
| 第11回             | 2005年8月19日  | 金田まひる        |                              |
| 第12回             | 2005年8月26日  | 金田まひる        |                              |
| 第13回             | 2005年9月2日   | 金田まひる        |                              |
| 第14回             | 2005年9月9日   | まきいづみ        |                              |
| 第15回             | 2005年9月16日  | まきいづみ        |                              |
| 第16回             | 2005年9月23日  | まきいづみ        |                              |
| 第17回             | 2005年9月30日  | まきいづみ        |                              |
| 第18回 （第5週SP） | 2005年10月7日  | 中家志穂          |                              |
| 第19回             | 2005年10月14日 | ゲストなし        | 最終回・全パーソナリティ集合 |

## 関連商品
- 2005年夏がっちゅ（ゲスト：北都南・金田まひる・カンザキカナリ・御苑生メイ）